# Ꝑ
Ꝑ, ꝑ – litera rozszerzonego alfabetu łacińskiego, wykorzystywana w niektórych średniowiecznych rękopisach sporządzanych w języku łacińskim m.in. jako skrót przyimka per (pol. przez). Używana była również w języku kornwalijskim jako skrót od pri w zapisie słowa ꝑvecter.  
Przykład użycia:
| Przykład | Tekst źródłowy                    |       |
| -------- | --------------------------------- | ----- |
| reꝑies   | Lectura super I. parte Infortiati | [ 2 ] |

## Kodowanie
| Znak                   | Ꝑ                                                    | Ꝑ                                                    | ꝑ                                                  | ꝑ                                                  |
| ---------------------- | ---------------------------------------------------- | ---------------------------------------------------- | -------------------------------------------------- | -------------------------------------------------- |
| Nazwa w Unikodzie      | Latin capital letter p with stroke through descender | Latin capital letter p with stroke through descender | Latin small letter p with stroke through descender | Latin small letter p with stroke through descender |
| Kodowanie              | dziesiątkowo                                         | szesnastkowo                                         | dziesiątkowo                                       | szesnastkowo                                       |
| Unicode                | 42832                                                | U+A750                                               | 42833                                              | U+A751                                             |
| UTF-8                  | 234 157 144                                          | ea 9d 90                                             | 234 157 145                                        | ea 9d 91                                           |
| Odwołania znakowe SGML | &#42832;                                             | &#xA750;                                             | &#42833;                                           | &#xA751;                                           |